# Banki (Uttar Pradesh)
Banki è una suddivisione dell'India, classificata come nagar panchayat, di 16.997 abitanti, situata nel distretto di Barabanki, nello stato federato dell'Uttar Pradesh. In base al numero di abitanti la città rientra nella classe IV (da 10.000 a 19.999 persone).

## Geografia fisica
La città è situata a 26° 56' 30 N e 81° 10' 51 E.

## Società

### Evoluzione demografica
Al censimento del 2001 la popolazione di Banki assommava a 16.997 persone, delle quali 9.724 maschi e 7.273 femmine. I bambini di età inferiore o uguale ai sei anni assommavano a 2.523, dei quali 1.317 maschi e 1.206 femmine. Infine, coloro che erano in grado di saper almeno leggere e scrivere erano 9.812, dei quali 6.295 maschi e 3.517 femmine.